# Hriňová
Hriňová (německy Hrinau, maďarsky Herencsvölgy) je město na středním Slovensku, v Banskobystrickém kraji, které má asi 7 500 obyvatel.

## Poloha
Město se nachází na řece Slatina pod pohořím Poľana, cca 13 km od Detvy a 40 km od Zvolena. Nad městem se nachází vodní nádrž Hriňová. V katastrálním území Hriňová je národní přírodní rezervace Zadná Poľana.

## Historie
Hriňová byla nejprve součástí obce Detva, která vznikla v 17. století. V roce 1891 se oddělila od Detvy a stala se samostatnou obcí. 1. ledna 1989 získala obec statut města.

## Galerie

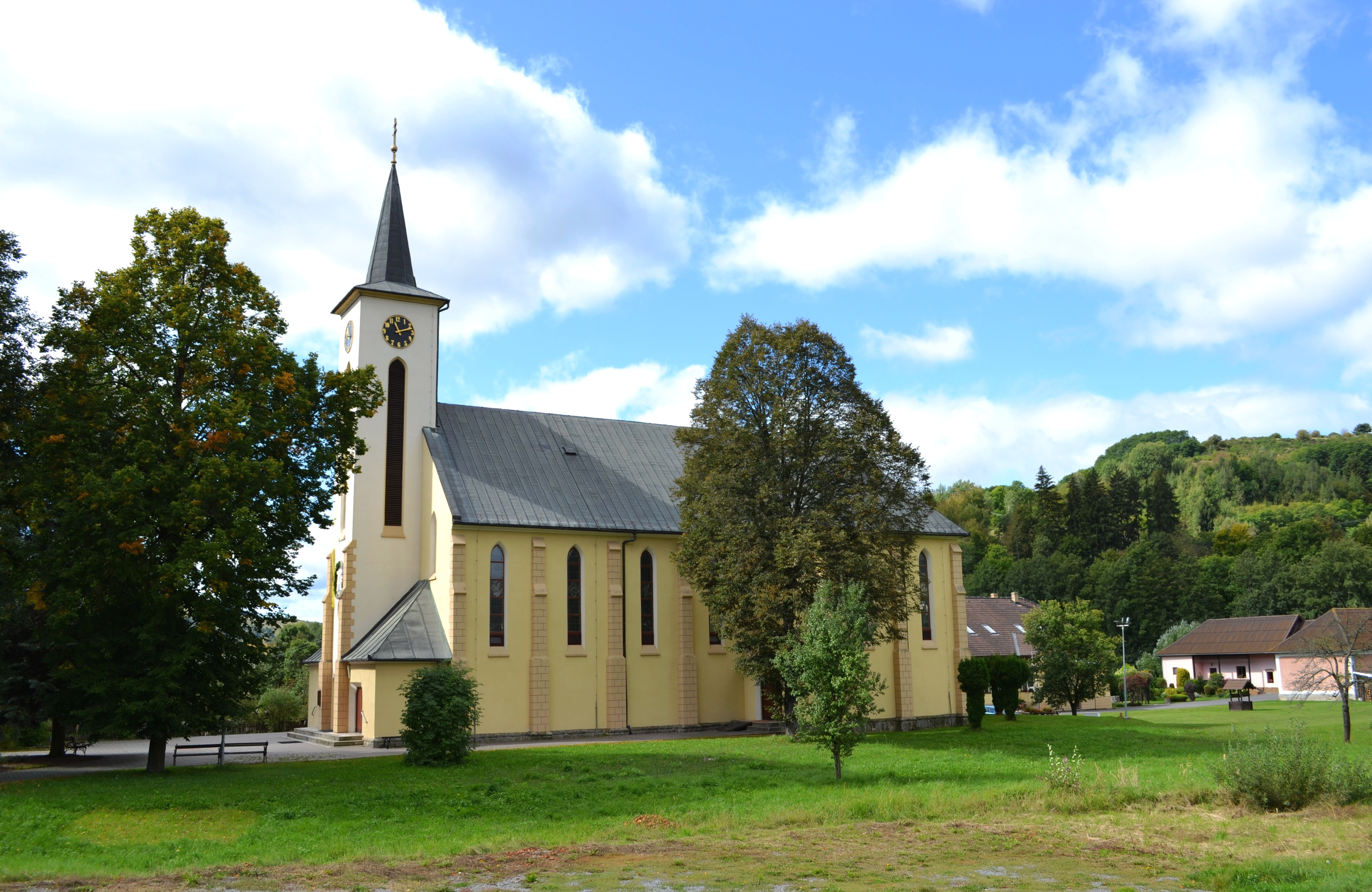
Hriňová, kostel sv. Petra a Pavla
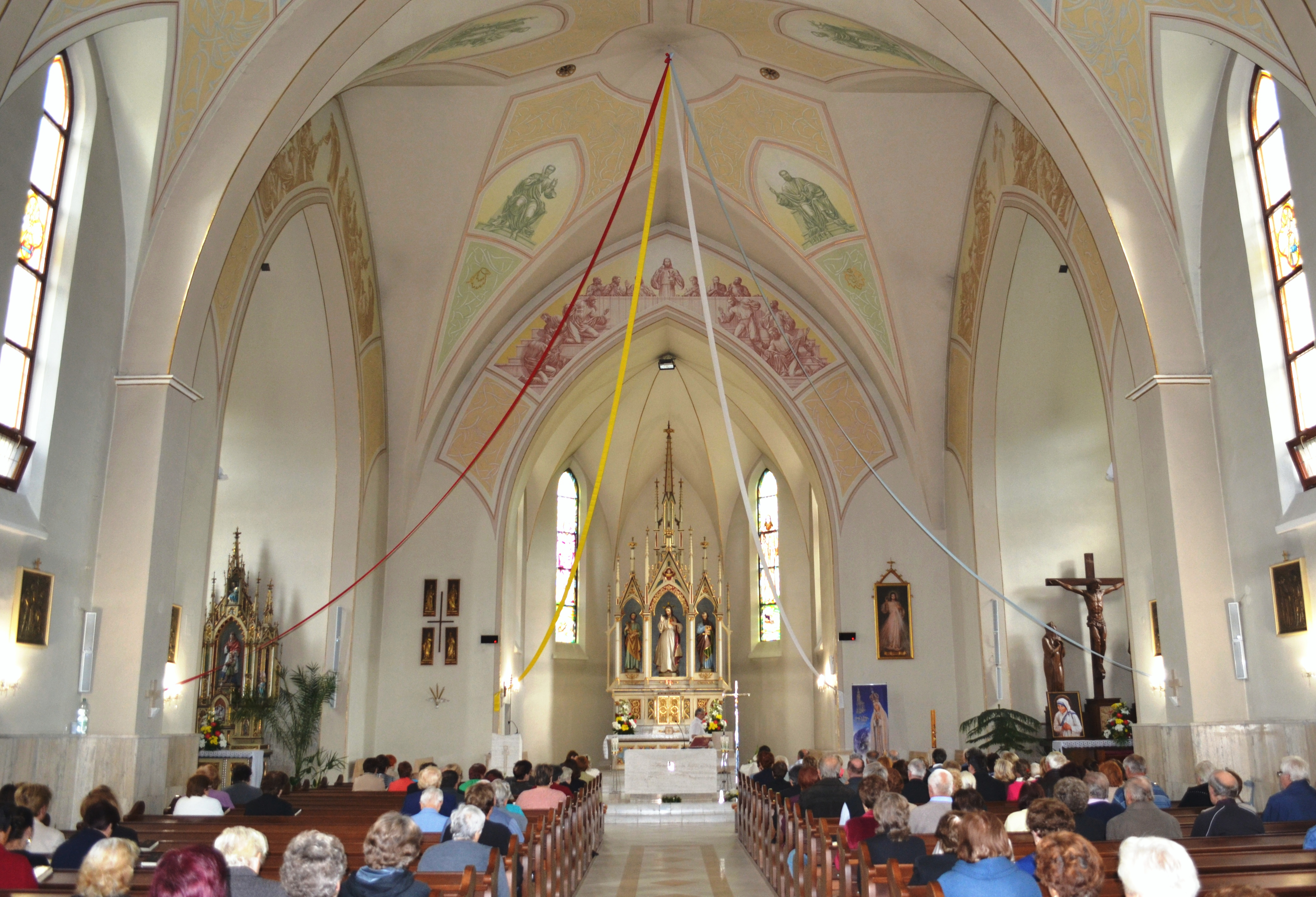
Hriňová interiér kostela sv. Petra a Pavla
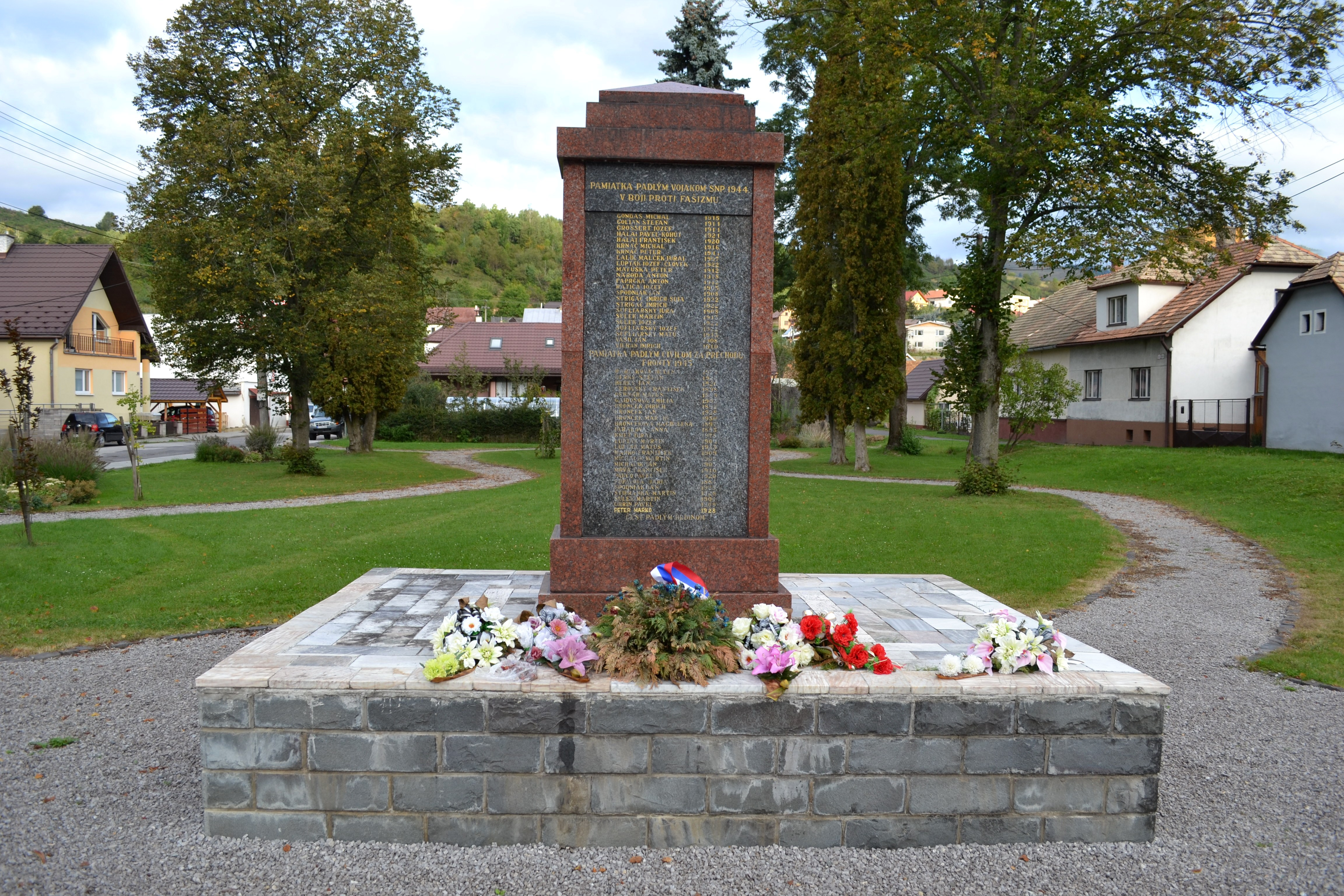
Hriňová, pomník padlým
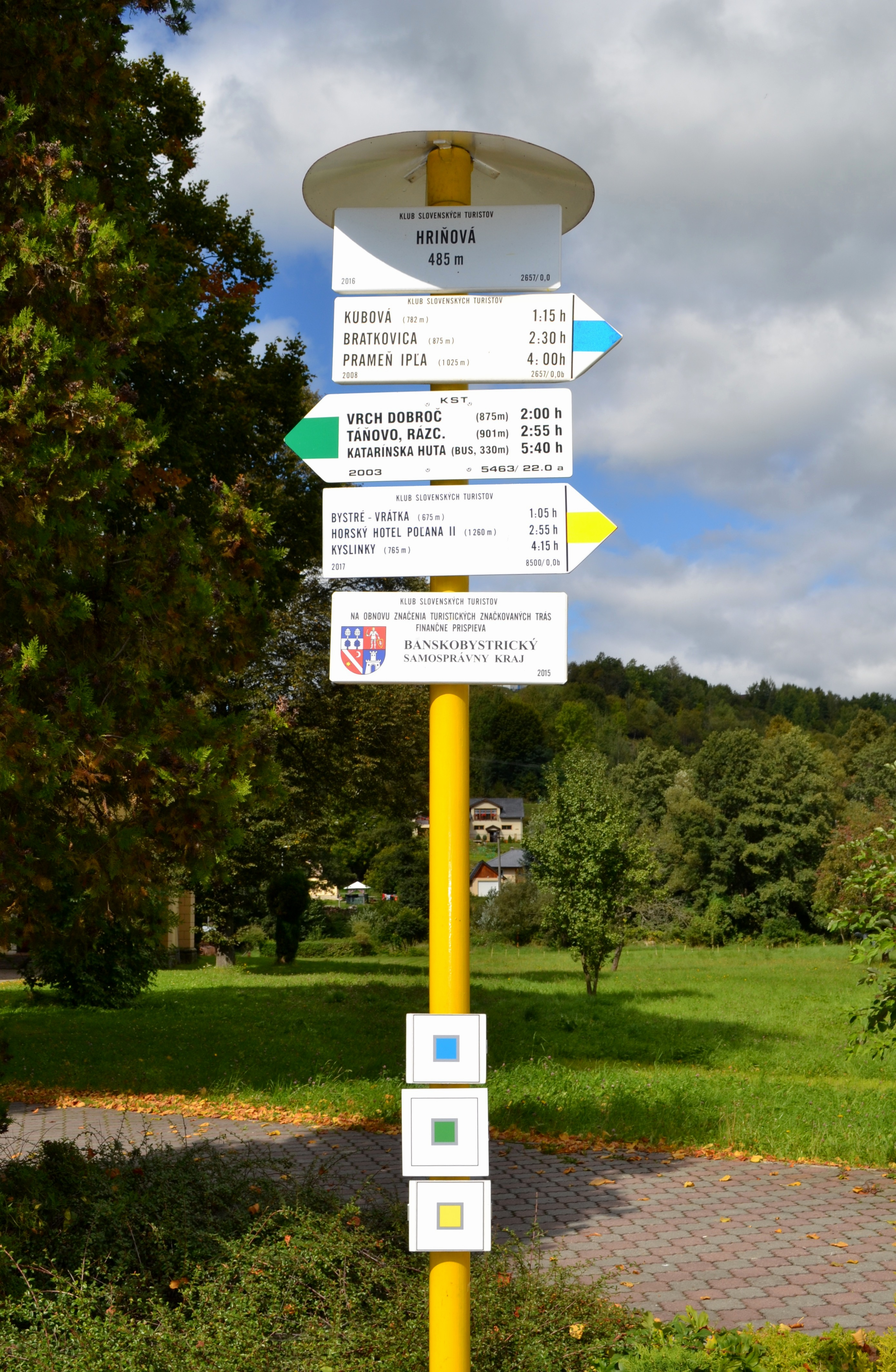
Hriňová, turistický rozcestník